# Manning (Alberta)
Manning es un pueblo canadiense situado en la provincia de Alberta.

## Superficie
Manning tiene una superficie de 3,71 km².

## Demografía
En 2021, tenía 1126 habitantes, una densidad poblacional de 303,1 hab./km², y 540 viviendas.